# Битва на озере Поян
Битва у озера Поян (Поянху) (鄱陽湖之戰) — военно-морской конфликт, произошедший (30 августа — 4 октября 1363) между повстанческими силами Чжу Юаньчжана и Чэнь Юляна во время Восстание красных повязок, приведшее к падению династии Юань. Чэнь Юлян осадил Наньчан с большим флотом на озере Поян, одном из крупнейших пресноводных озёр Китая, а Чжу Юаньчжан встретил его силы с меньшим флотом. После безрезультатной перестрелки Чжу использовал огневые корабли, чтобы уничтожить вражеский флот. Это было последнее крупное сражение восстания перед приходом к власти династии Мин.

## Предыстория
30 августа 1363 года войска Чэнь Юляна осуществили десант на Наньчан, но не смогли его взять из-за использования пушек защитниками и понесли большие потери. Город Наньчан был стратегически расположен для защиты озера Поян, которое соединяло Янцзы с другими речными бассейнами. В начале 1360-х годов Чжу Юаньчжан держал ключевые гарнизоны на озере и управлял ими из Нанкина. В 1362 году Чэнь Юлян попытался высадить свои войска на городских стенах с помощью «кораблей-башен». Это оказалось тщетным, поскольку защитники города просто отодвинули стены, и Чэнь был вынужден лично возглавить штурм городских ворот. Они были отброшены артиллерийским огнем. После этой неудачи Чэнь установил блокаду, решив заморить защитников голодом, но небольшой рыбацкой лодке удалось ускользнуть и добраться до Нанкина вовремя, чтобы предупредить Чжу Юаньчжана.

## Битва
Флот Чжу Юаньчжана прибыл в Хукоу 24 августа и освободил Наньчан 28 августа. Чэнь Юлян погрузил свои войска и поплыл на север, к озеру Поян. Два флота встретились 29 августа. Силы Чжу составляли лишь треть армии Чэня. Согласно одному источнику Мин, силы Чжу прибыли вооруженные «зажигательными бомбами, огнестрельными ружьями, огненными стрелами, огненными семенами (вероятно, гранатами), большими и маленькими огненными копьями, большими и маленькими „командирскими“ зажигательными трубами, большими и маленькими железными бомбами-ракетами». Это показывает, что старое пороховое оружие сосуществовало вместе с ружьями, а прото-ружья, такие как огненные копья, не были вытеснены до начала эпохи Мин. Также было упомянуто новое оружие под названием «Безальтернативы». «Безальтернатива» была «изготовлена из круглого тростникового коврика около пяти дюймов в диаметре и семи футов длиной, оклеенного красной бумагой и скрепленного шелком и коноплей; внутри него был набит порох, переплетенный с пулями, и всевозможными [вспомогательными] пороховое оружие». Его подвешивали к шесту на фок-мачте, и когда вражеский корабль подходил на близкое расстояние, взрыватель загорался, и оружие якобы падало на вражеский корабль, после чего вещи внутри выстреливали «и сжигали все» вдребезги, без надежды на спасение".
30 августа Чжу развернул свой флот в 11 эскадрилий с приказом «приблизиться к кораблям противника и сначала взорвать пороховое оружие (發火器), затем луки и арбалеты и, наконец, атаковать их корабли оружием ближнего действия». Зажигательные бомбы были брошены с использованием военно-морских требушетов, и силам Чжу удалось «сжечь двадцать или более вражеских судов и убить или утопить множество вражеских войск», но их собственный флагман также загорелся и врезался в песчаную косу. Военные корабли Чэна отогнали линию противника, пока они не отступили на мелководье, где их нельзя было преследовать. Чжу снова попытался вступить в бой с флотом Чэна в бою между кораблями и снова был отброшен с тяжелыми потерями. На следующий день ветер переместился в сторону сил Чэна, и Чжу направил в них огневые корабли, уничтожив несколько сотен судов. Хотя во время боя использовалось оружие, в конечном итоге оно не имело решающего значения для успеха, и битва была выиграна с использованием зажигательного оружия.
2 сентября два флота снова вступили в бой. Хотя силы Чжу все ещё превосходили численностью, они смогли изолировать и уничтожить более крупные военные корабли противника, вынудив их отступить. После этого флот Чжу установил блокаду ещё на месяц, прежде чем Чэнь решил прорваться из неё 4 октября. Чжу был наготове, бросив огневые корабли по течению, рассеяв корабли Чена так, что группы кораблей вступили в бой далеко друг от друга. Чэнь Юлян был убит, когда стрела попала ему в голову.

## Последствия
Чэнь Юляну наследовал его сын Чэнь Ли, который сдался Чжу в 1364 году.
Победа Западного У укрепила их позиции ведущей повстанческой группировки. Пять лет спустя Западный У свергнет монгольскую династию Юань и возьмет на себя руководство над Китаем. Затем Чжу Юаньчжан стал первым императором династии Мин как император Хунъу.

## В культуре
Сценарий «Озеро Поянху» представлен в игре Age of Empires 2. События изображены там поверхностно и искаженно, с вымышленным фрагментом о строительстве грандиозного храма.